# Politica economica giapponese a Taiwan
La politica economica giapponese a Taiwan è quel complesso di decreti, leggi e provvedimenti promulgati per dare un nuovo assetto e promuovere l'economia dell'isola a partire dalla sua acquisizione da parte del Giappone nel 1895 fino alla sconfitta del Giappone nel secondo conflitto mondiale.

## Contesto storico

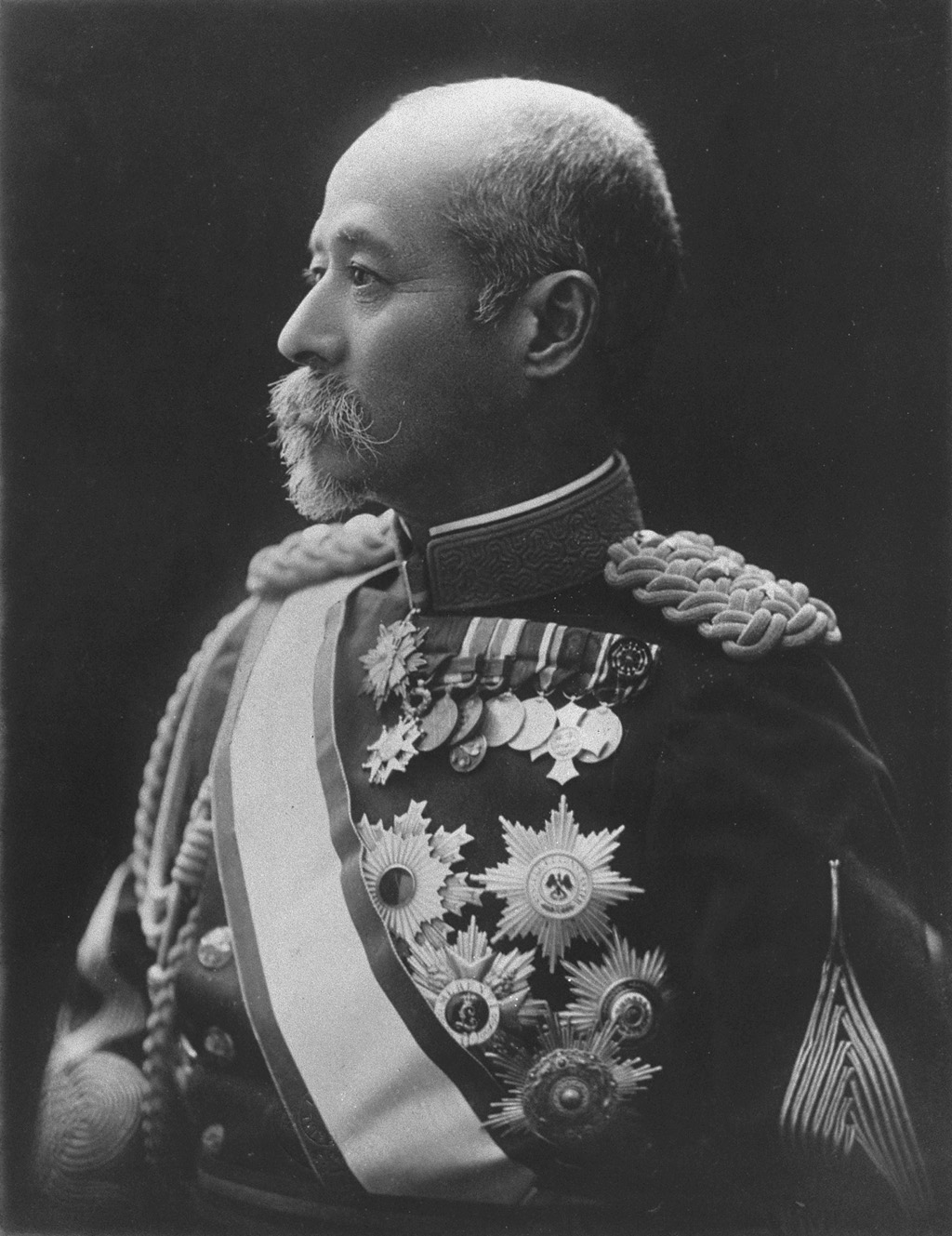
Kodama Gentarō

Taiwan divenne parte integrante del territorio giapponese con il trattato di Shimonoseki, siglato nel maggio 1895 tra l'Impero Qing e il Giappone, al termine della prima guerra sino-giapponese.
Sebbene fosse stata formalmente annessa come territorio giapponese, venne considerata a livello amministrativo come una colonia.
Rimase territorio giapponese fino al 25 ottobre 1945 quando l'allora governatore generale Andō Rikichi (安藤 利吉?) dichiarò ufficialmente la resa e Taiwan tornò alla Cina.

Situata in una posizione strategica, a metà strada tra il Giappone e la Cina continentale, Taiwan godette di uno status privilegiato rispetto agli altri territori che il Giappone andava annettendo in quegli anni, come, ad esempio, la Corea.

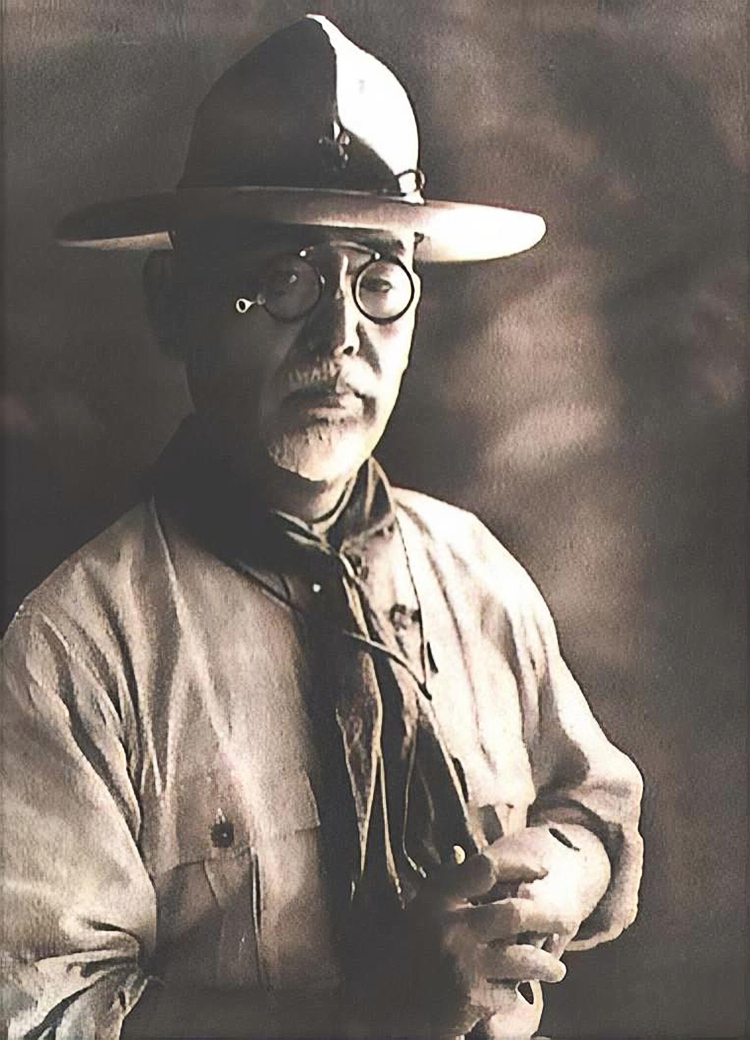
Gotō Shinpei

Ad un anno dall'acquisizione dell'isola il parlamento giapponese approvò la Legge 63, che definiva l'assetto governativo-amministrativo di Taiwan: questa legge conferiva al governatore generale (総督?, sōtoku) di Taiwan poteri eccezionali tra cui promulgare decreti con valore di legge. Questo sistema di delega doveva inizialmente avere durata triennale ma fu rinnovato più volte fino al 1921 anno in cui assunse carattere definitivo.

La Legge 63 prevedeva anche l'applicazione della Costituzione Meiji all'isola.

I primi anni di governo giapponese furono caratterizzati da forte instabilità sociale e amministrativa: tre successivi governatori si dimostrarono incapaci di far fronte ai disordini sociali, causati dalle rivolte degli abitanti di Taiwan contro la nuova amministrazione giapponese.

Tuttavia, nel 1889 con la nomina di Kodama Gentarō (兒玉 源太?) a governatore generale e di Gotō Shinpei (後藤新平?) ad amministratore civile, l'isola poté godere di maggiore stabilità, divenendo terreno fertile per una serie di riforme di carattere economico e sociale volte a rendere Taiwan un baluardo dell'economia giapponese.

È possibile dividere la strategia economica giapponese a Taiwan in due grandi fasi: la prima, di rilancio dell'agricoltura (dal 1898 a metà del decennio del XX secolo) e la seconda, di sviluppo dell'industria (fino al 1945).

## Rilancio dell'agricoltura
La prima fase della strategia economica giapponese si estese dal 1898 a metà del primo decennio del XX secolo e consistette principalmente nel rilancio dell'agricoltura. Lo slogan d'accompagnamento del progetto fu l'industria al Giappone, l'agricoltura a Taiwan (工業日本，農業臺灣 gōngyè rìbĕn, nóngyè táiwān), creato dall'Ufficio del Governatore Generale di Taiwan per la popolazione locale.

Lo slogan sottolineava l'intento giapponese di costruire a Taiwan una vera e propria economia di tipo coloniale, ovvero un'economia in cui la colonia veniva essenzialmente impiegata nella produzione di materie prime (sia tipo agricolo sia di tipo estrattivo) trattate e utilizzate dalla madrepatria o rivendute alla colonia e ad altri paesi sotto forma di prodotto finito.

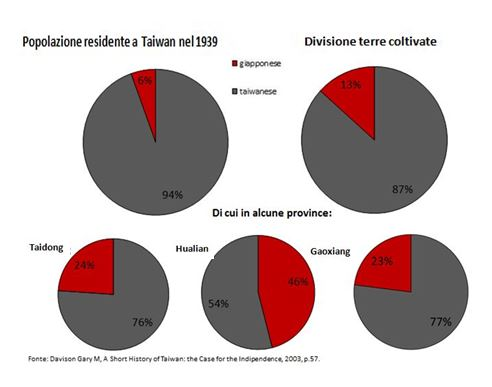
Rapporto fra popolazione giapponese residente a Taiwan e terre possedute

Il primo passo in direzione di questo obiettivo fu quello di effettuare una ricognizione delle risorse presenti sull'isola, in particolare : indagini atte a quantificare la superficie dei terreni coltivabili, i loro proprietari e le risorse minerarie presenti. A questo proposito, nel settembre del 1898 fu istituito un ufficio temporaneo per la mappatura dei terreni con lo scopo di creare dei registri catastali per rendere più efficiente la riscossione delle rendite fiscali di questi ultimi.

Il sistema di divisione dei terreni (一田三主 yītián sānzhŭ, letteralmente “tre proprietari per un terreno”) era stato introdotto a Taiwan nel XVIII secolo dai coloni del Fujian ed era un sistema basato su una gestione dei terreni suddivisa fra tre figure. Il grande proprietario terriero (大主 dàzhŭ) pagava le tasse al governo e subaffittava i terreni ai piccoli affittuari (小主 xiăozhŭ) , i quali a loro volta concedevano in affitto piccoli appezzamenti ai contadini (佃人 diànrén) . Nel corso del XVIII secolo però, grazie anche alla possibilità di compravendita dei terreni, i xiăozhŭ cominciarono sempre più ad assumere anche loro le stesse caratteristiche dei dàzhŭ e da semplici affittuari si tramutarono in proprietari terrieri.

Le indagini effettuate rilevarono che il suolo coltivabile di Taiwan era posseduto in larga parte dai dàzhŭ i quali dovevano, secondo i piani giapponesi, essere liquidati con obbligazioni statali, per favorire gli xiăozhŭ e gli investitori giapponesi. L'indennizzo per i territori sottratti ai dàzhŭ variava a seconda della zona geografica e della fertilità del territorio, come stabilito in un'ordinanza del 1905.

Quest'azione di frammentazione territoriale nasceva da un duplice bisogno: da un lato infatti doveva demolire la classe dei grandi proprietari terrieri il cui potere sarebbe potuto crescere fino a diventare un ostacolo per la nuova amministrazione, dall'altro voleva stimolare l'acquisto dei terreni da parte di investitori giapponesi che avrebbero portato liquidità nelle casse dell'amministrazione giapponese.

Gli investimenti dalla madrepatria a Taiwan vennero ulteriormente incoraggiati concedendo agli investitori giapponesi il monopolio su alcune colture, prime fra tutte tabacco e canfora.

Inoltre venne fatta anche una campagna mediatica per incentivare la migrazione giapponese a Taiwan.

Questi incentivi riuscirono nell'intento di aumentare gli investimenti giapponesi sull'isola, al punto che nel 1939 i residenti giapponesi a Taiwan erano il 6% della popolazione totale e controllavano il 13% delle terre coltivate, ma in alcune province particolarmente fertili la percentuale saliva fino al 26% (nel Taidong), 46% (nello Hualian) e 23% (nel Gaoxiang).

A fronte di questo nuovo riassetto territoriale, controllato da un sistema fiscale più efficiente, il gettito fiscale derivato dalle imposte fondiarie nel 1904 era quadruplicato rispetto al 1897.

Si pensi che nel 1903i proventi delle imposte fondiarie si aggiravano intorno ai 920 000 yen, mentre nel 1905 giunsero a 2 980 000 yen.
A livello più strettamente produttivo, si mirò a rendere Taiwan “il regno del riso e dello zucchero”. La produzione del riso occupava tutto il nord dell'isola e quasi la totalità del raccolto annuo era destinato al mercato giapponese. Anche lo zucchero divenne uno dei maggiori beni d'esportazione di Taiwan: infatti nel 1901 venne varato il Piano di sviluppo per l'industria dello zucchero a opera di Nitobe Inazō (新渡戸 稲造), che quell'anno era stato promosso a consigliere del governatore, e gran parte delle superfici coltivabili fu destinata alla produzione di questo bene di consumo.

Una cospicua zona del sud dell'isola, infine, fu dedicata alla produzione di ananas e tè, anche questi destinati quasi esclusivamente al consumo interno giapponese.

Di pari passo con queste manovre riguardanti l'agricoltura, venne anche migliorato il sistema postale tramite la diffusione capillare degli uffici sul territorio di Taiwan. Gli scambi commerciali marittimi vennero invece favoriti dalla creazione di due nuovi porti, a Keelung (in Giappone conosciuto come Kirin) e Takou, mentre gli scambi via terra beneficiarono della costruzione della linea ferroviaria che attraversava l'isola da nord a sud.

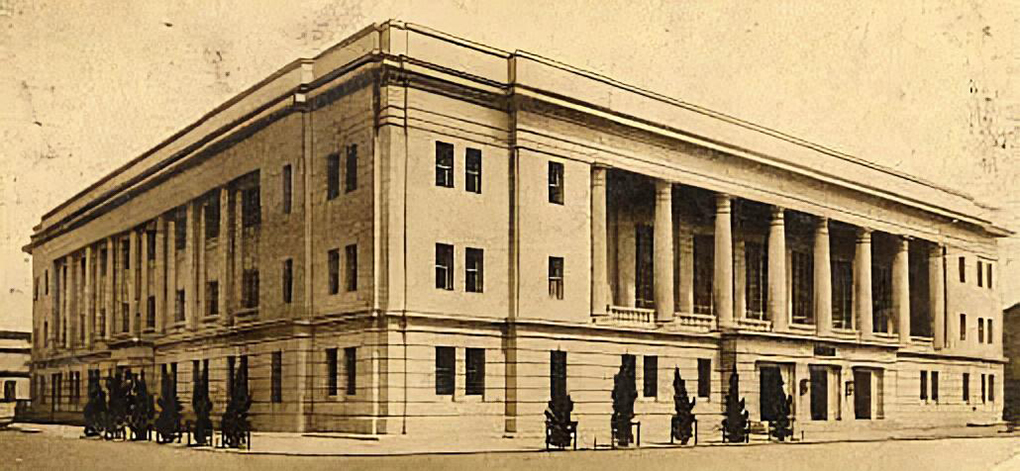
Filiale della Banca di Taiwan a Taipei

Tuttavia, il provvedimento più d'impatto fu la creazione della Banca di Taiwan nel 1899 cui fu assegnato il compito di stampare la valuta utilizzata a Taiwan. La nascita della Banca fu sancita dalla Legge bancaria di Taiwan (台湾銀行法 Taiwan ginkōhō) nel 1897 e due anni dopo l'istituto iniziò ad operare parallelamente alla filiale della Banca di Osaka, che aveva già aperto i battenti nel settembre del 1895 a Keelung.

I costi per sostenere tutte queste riforme furono molto alti, pertanto l'amministrazione di Gotō fu costretta ad adottare una politica di finanziamento in disavanzo, ovvero una politica in cui l'amministrazione spendeva più di quanto raccogliesse sotto forma di tasse e cercava nuovi capitali sotto forma di prestiti concessi dal governo centrale, con la prospettiva di un rientro finanziario quando le riforme avviate avrebbero cominciato a produrre effetti sul mercato.

E infatti gradualmente l'economia taiwanese spostò il suo centro di interesse dalla Cina del Sud, che aveva a Xiamen il suo centro commerciale più grande, verso il Giappone.

La ritrovata stabilità economica, il miglioramento delle condizioni igienico-sanitarie e l'immigrazione giapponese portarono un costante aumento della popolazione a Taiwan che passò da 3 039 751 nel 1900 a 5 212 426 nel 1943.

## Sviluppo dell'industria
A partire dagli anni trenta del XX secolo vi fu un cambio di rotta nei progetti giapponesi a Taiwan. Infatti in quegli anni cominciò a svilupparsi un'industria sull'isola ed ebbe inizio il lento abbandono del sistema agricolo in favore di un sistema prettamente industriale, processo che continuò anche dopo la fine del controllo giapponese.

Anche questo processo venne accompagnato da uno slogan che, attraverso le parole L'industria a Taiwan, l'agricoltura al Sud-Est asiatico (工業臺灣，農業南洋 gōngyè táiwān, nóngyè nányáng), segnò un cambio di status della colonia, che fu promossa ad una posizione privilegiata rispetto alle altre, ancora relegate ad un tipo di economia coloniale basata sul settore primario e sull'attività estrattiva.

La necessità di creare delle fabbriche nasceva dal bisogno di trattare direttamente in loco le materie prime che continuavano ad aumentare grazie all'oculato sfruttamento delle risorse, eliminando così parte del processo di lavorazione che avrebbe avuto luogo in Giappone e abbassando i costi di produzione.

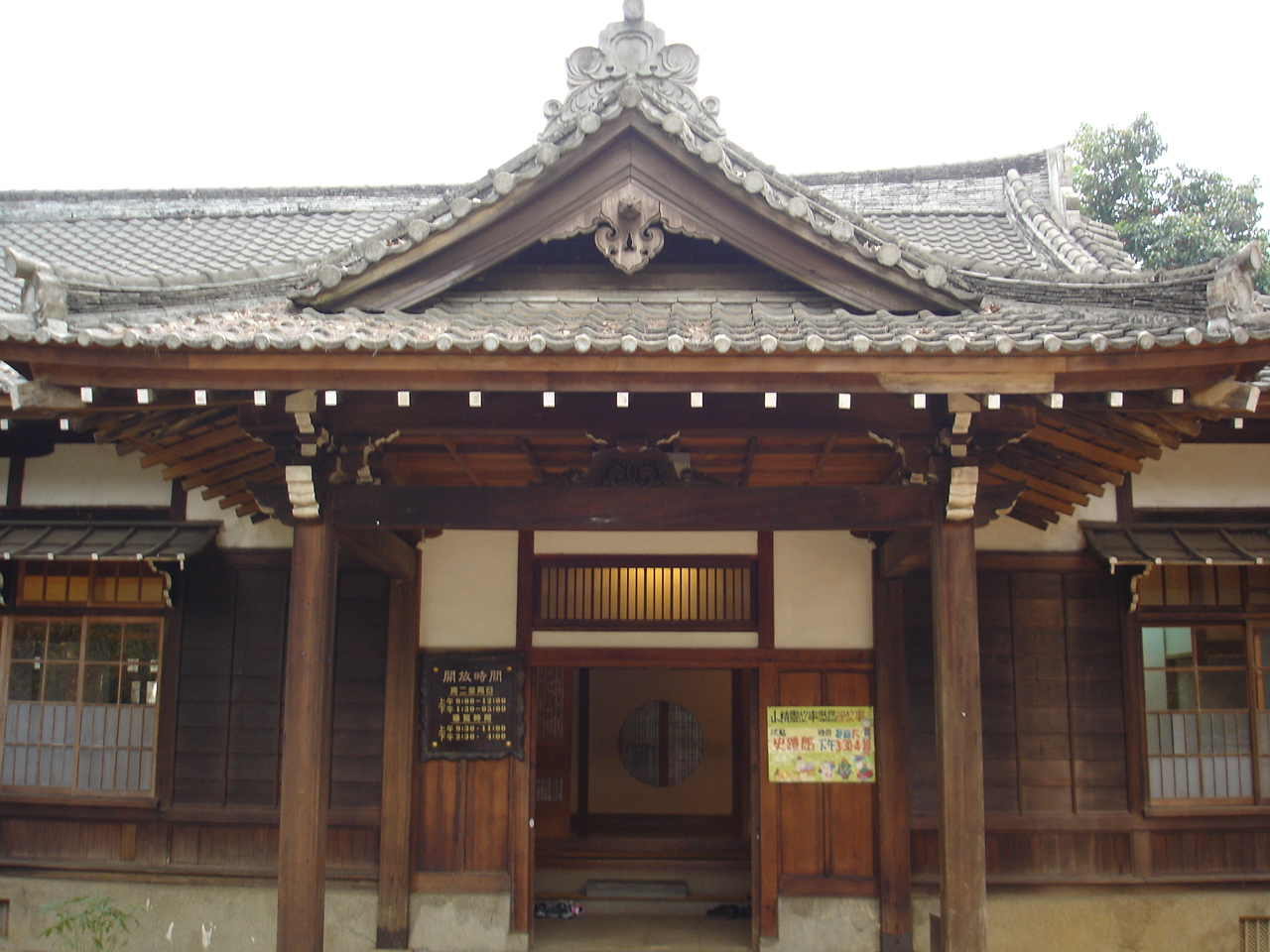
Kagi Jinja, santuario shintō a Taiwan

Le prime industrie ad essere create furono quelle legate al trattamento dei tre prodotti di punta di Taiwan: lo zucchero, gli ananas e il riso.

Fu soprattutto l'industria legata al trattamento dello zucchero a subire una forte crescita: già nel 1900 una cordata di imprenditori giapponesi aveva fondato l'Industria Manifatturiera dello Zucchero di Taiwan S.p.a. 台灣製糖株式會社 (Taiwan seitō kabushiki kaisha), impiantando a Taiwan la prima industria di raffinazione dello zucchero. Successivamente, l'amministrazione incoraggiò ulteriori investimenti giapponesi a Taiwan nel settore, finanziando anche la sperimentazione di nuove colture e nuovi metodi di raffinazione.

Negli anni Trenta circa l'80% dell'industria taiwanese era concentrata nel settore alimentare e di queste l'80% erano zuccherifici.

Le industrie non alimentari cominciarono ad aumentare a partire dalla seconda metà degli anni Trenta, dapprima l'industria leggera, successivamente l'industria pesante, visto lo scoppio della Seconda guerra sino-giapponese prima e della Guerra del Pacifico poi.
L'industria leggera per eccellenza a Taiwan fu quella tessile, legata soprattutto alla produzione di rayon (un tipo di seta sintetica), molto più economica della classica seta.

Lo sviluppo dell'industria pesante si deve alle contingenze storiche: il Giappone infatti si preparava a fronteggiare un decennio di guerre, pertanto anche Taiwan fu investita da una fase di riconversione dell'industria manifatturiera in industria di produzione e lavorazione di materiale bellico.

Tuttavia, gli sforzi giapponesi per lo sviluppo dell'industria a Taiwan non erano orientati a renderla economicamente indipendente attraverso la creazione di un'industria propriamente taiwanese, ma erano mirati a fare dell'isola un'appendice dell'industria giapponese, in modo da poter costruire un forte impero economico in cui Taiwan si sarebbe integrata nell'economia nipponica ma continuando a dipendere dagli investimenti giapponesi.

Infatti, essendo la quasi totalità delle più grandi industrie situate a Taiwan di proprietà di imprenditori giapponesi, il loro sviluppo subì un brusco arresto durante gli anni del secondo conflitto mondiale, dovuto soprattutto alla mancanza di liquidità per gli investimenti, e si arrestò completamente con la sconfitta del Giappone. La resa del Giappone significò per Taiwan la libertà dal giogo giapponese e la ricongiunzione con la Cina, ma già nel 1944 i bombardamenti americani a Taiwan avevano di fatto distrutto gran parte delle fabbriche sorte nei decenni precedenti.

Anche nel settore del commercio, sebbene la creazione dei porti e la realizzazione di linee ferroviarie che attraversavano l'isola avesse facilitato la mobilità, la linea d'azione giapponese prevedeva che la colonia commerciasse prevalentemente con il Giappone. Le nazioni occidentali che precedentemente avevano intessuto relazioni commerciali con l'isola furono di fatto escluse dai giochi per tutto il periodo di dominazione giapponese.

Il perché di questo comportamento è riconducibile all'intento giapponese di impedire l'indipendenza economica dell'isola e di riservare per sé le trattative commerciali con le potenze occidentali.

In definitiva, l'apice dell'industrializzazione giapponese a Taiwan si ebbe nel primo lustro degli anni Trenta tanto che nel 1935 venne persino organizzata una grande esposizione, per mostrare al mondo intero i progressi raggiunti dal Giappone dal punto di vista economico e politico.

## L'expo di Taiwan

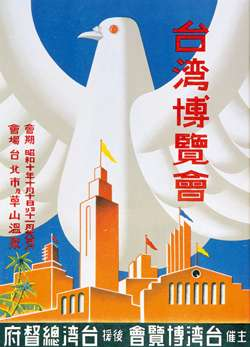
Manifesto per l'esposizione di Taiwan

L'expo di Taiwan per la commemorazione dei quarant'anni di governo coloniale (in taiwanese 始政十四年記念台灣博覽會 shĭzhèng shísì niánjì táiwān bólănhuì) fu un'esposizione voluta dal governo giapponese per mostrare al mondo i cambiamenti che in meno di un secolo avevano permesso al Giappone di mutare da paese feudale ad arretrato a potenza economica mondiale che, alla stregua di paesi occidentali come Gran Bretagna e Stati Uniti, poteva disporre e di un impero coloniale.

Contestualmente l'esposizione doveva mostrare in concreto quali fossero i progressi del Giappone nel campo dell'industria, degli armamenti e della tecnologia e il successo dell'amministrazione giapponese a Taiwan.

L'esposizione ebbe luogo principalmente nella città di Taipei, che durante gli anni di amministrazione giapponese era via via divenuta il centro nevralgico dell'economia taiwanese e attirò 1 758 890 visitatori provenienti in larga parte dal Giappone, ma vi fu anche un significativo numero di visitatori cinesi, coreani e occidentali.

Per l'organizzazione dell'esposizione anche il panorama urbano di Taipei subì un significativo mutamento: vennero infatti costruiti sia i padiglioni che avrebbero ospitato le varie merci, sia i servizi per accogliere i visitatori. Alcune strutture, tra cui il santuario Shintō ospitato all'interno del Taipei heiwa kōen 台北 和平公園 (il parco centrale della città di Taipei, costruito anch'esso dall'amministrazione giapponese sulla falsariga dei parchi giapponesi) furono appositamente fatte erigere per l'occasione.

Tuttavia l'invito a visitare la grande esposizione fu anche affiancato da una campagna pubblicitaria che si rivolgeva soprattutto ai turisti giapponesi e cinesi per i quali vennero creati slogan per l'occasione, tra cui il più celebre fu Turismo d'autunno all'esposizione di Taiwan.

Quella per l'Expo di Taiwan fu una delle prime campagne pubblicitarie adottate dall'amministrazione giapponese per stimolare l'afflusso di visitatori nell'isola, aprendo così le porte anche ad un nuovo tipo di economia, basata sul turismo.

Ironicamente, l'esposizione che doveva celebrare l'ascesa dell'impero giapponese nel contesto internazionale, segnò invece l'inizio del declino della potenza coloniale giapponese. Lo scoppio della Seconda guerra di Cina e della seconda guerra mondiale si conclusero infatti con alla sconfitta del Giappone e alla perdita di tutti i territori conquistati, fra cui Taiwan.